# Will Perdue
Will Perdue, właśc. William Edward Perdue (ur. 29 sierpnia 1965 w Melbourne, Floryda) – amerykański koszykarz występujący na pozycji środkowego, czterokrotny mistrz NBA, po zakończeniu kariery sportowej analityk i komentator spotkań koszykarskich.
Po zakończeniu kariery na Uniwersytecie Vanderbilt, gdzie reprezentował barwy drużyny uczelnianej Commodores, został wybrany w drafcie w roku 1988 z numerem 11. przez Chicago Bulls. Przez 13 lat zawodowej kariery osiągnął średnią 4,7 punktu oraz 4,9 zbiórki na mecz. W tym klubie zdobył trzykrotnie mistrzostwo ligi, nie będąc jednak podstawowym zawodnikiem zespołu.
W roku 1995 Perdue stał się przedmiotem wymiany z San Antonio Spurs, dzięki której do Chicago trafił Dennis Rodman. W roku 1999 Perdue zdobył z kolegami czwarte mistrzostwo NBA w karierze. Jednak w sierpniu tego samego roku stał się wolnym agentem i powrócił do Chicago Bulls, gdzie rozegrał 15 z 67 spotkań, osiągając średnią 2,5 punktu oraz 3,9 zbiórki na mecz. Po sezonie Perdue opuścił Chicago i przeszedł do Portland Trail Blazers, gdzie w 13 meczach miał średnią 1,3 punktu, 1,4 zbiórki oraz 4,5 minuty. W roku 2001 zakończył karierę.
W chwili obecnej jest analitykiem koszykówki w ESPN.

## Osiągnięcia
Na podstawie, o ile nie zaznaczono inaczej.
NCAA
- Uczestnik rozgrywek Sweet Sixteen turnieju NCAA (1988)
- Sportowiec Roku Konferencji Southeastern (1988)
- Koszykarz roku konferencji Southeastern (1988)[2]
- MVP turnieju Maui Invitational (1987)
- Zaliczony do III składu All-American (1988 przez AP, NABC)

NBA
- Mistrz NBA (1991–1993, 1999)[3]
- Lider play-off w skuteczności rzutów z gry (1996)[4]